# Cosmotettix milkovoensis
Cosmotettix milkovoensis är en insektsart som beskrevs av Vilbaste 1980. Cosmotettix milkovoensis ingår i släktet Cosmotettix och familjen dvärgstritar. Inga underarter finns listade i Catalogue of Life.